# Musikalsk form
Form henviser i musikalsk analyse til den overordnede struktur i en musikalsk komposition eller præsentation.
Formen består af forskellige led, der tilsammen er karakteristiske for en særlig formtype. Udover leddene kan forskellige elementer inddrages i bestemmelsen af en musikalsk formel struktur, fx "arrangementet, de musikalske enheder, rytme, melodi og / eller harmoni, der viser gentagelse eller variation, instrumenternes indbyrdes forhold (som i rækkefølgen af soli i en jazz- eller bluegrass-optræden) eller den måde, et symfonisk stykke er orkestreret på." 
De strukturelle elementer kan brydes op i mindre enheder kaldet perioder, som hver især udtrykker en musikalsk ide, men mangler tilstrækkelig vægt til at stå alene.  Musikalsk form ændrer sig over tid gennem eksperimenter med nye formled eller udvikling af helt nye ideer. Fx ændrede den atonale musik de harmoniske regler, som havde præget den vestlige musik siden renæssancen.

## Registrering
Som hjælpemiddel til at beskrive den musikalske form har musikteoretikere udviklet et simpelt system til at mærke musikalske enheder med bogstaver. I sin lærebog "Listening to Music," skriver professor Craig Wright
| Citat | Det første udtryk for en musikalsk ide betegnes A. Efterfølgende, kontrasterende stykker mærkes som B, C, D osv. Hvis det første eller et af de andre elementer vender tilbage i en variation, mærkes dette A' og B', for eksempel. Underordnede elementer af de større musikalske enheder mærkes med små bogstaver (a,b osv.) | Citat |
|       | |       |

## Organisationsniveauer
Grundlaget for musikalsk form kan opdeles i to strukturelementer:
- Arrangementet af tema, grundslag, rytme, taktslag og harmonisering, der tilsammen kan beskrive stykkets motiv.
- Den videre tilrettelæggelse af formgivningen ved gentagelse og variation i en ægte musikalsk Frase (musik) med en bestemt rytme og varighed, der inkorporeres i melodi og harmonier, defineret f.eks. ved en lang endelig tone. Denne "sætning" er en grundlæggende enhed i den musikalsk form: den kan nedbrydes til to eller tre beats, men dens særlige karakter vil så gå tabt.[4] Strukturernes form kan endvidere analyseres på tre niveauer. Disse kan forenklet udtrykt betegnes som passage,stykke og melodik.

### Passage
Det mest enkle niveau vedrører måden det musikalske udtryk er organiseret i musikalske sætninger og "stykker". Dette kan sammenlignes med og bestemmes ofte af versformen, metrikken eller trinene i en dans.
For eksempel er en tolvtakts- blues en specifik versform, mens den elisabethanske galliard som mange andre danse kræver at rytme, tempo og længde passer til trinnenes gentagne mønstre. Enklere stilarter kan mere eller mindre være fuldstændigt defineret på dette niveau.

### Stykke
Det næste niveau vedrører hele strukturen af et enkelt selvstændigt musikalsk stykke. Hvis salmen, balladen, bluesen eller dansen gentager den samme musikalske struktur, betegnes det som strofisk form. Hvis det gentages med forskellige ændringer i hver sektion, for eksempel i grundtema, udsmykning eller instrumentering, så er stykket et tema med variationer. Hvis to tydeligt forskellige temaer indgår på skift, fx i en sang som veksler mellem vers og kor eller i de skiftevis langsomme og hurtige sektioner af den ungarske dans csardas , kaldes dette simpel binær form. Hvis temaet spilles (måske to gange), hvorefter der introduceres et nyt tema, inden stykket slutter med en tilbagevenden til det første tema, betegnes dette som en simpel tredelt form. Et komplekst stykke kan have elementer af begge former på forskellige organisatoriske niveauer. En menuet har, som enhver barok dans, generelt haft simpel binær struktur (AABB), men teamet blev ofte udvidet ved indførelse af en anden menuet arrangeret for soloinstrumenter (kaldet trio), hvorefter den første blev gentaget igen og stykket sluttede som en tredelt form - ABA: Stykket er derfor binært på det lavere kompositionsniveau, men tredelt på det højere.
| Citat | Organisatoriske niveauer er derfor ikke klart og universelt defineret i den vestlige musikanalyse, fx kan begreber som "sektion" og "passage" anvendes på forskellige niveauer af forskellige eksperter, hvis definitioner ikke kan holde trit med de utallige innovationer og variationer, som komponister og musikere har udtænkt. | Citat |
|       | |       |

### Melodik
Det højeste kompositionsniveau opdeles melodisk i lineær og cyklisk form. Hvor den lineære form er retningsbestemt, er den cykliske statisk og retningsløs med udgangspunkt i en bestemt tone, hyppigst grundtonen eller kvinten.
I den cykliske form forekommer arrangement er af flere selvstændige stykker i en storskala. Barokdans blev præsenteret som suite, mens opera og ballet kan organisere sang og dans på endnu mere komplekse niveauer.

#### Binær form
Udtrykket "binær form" bruges til at beskrive et musikalsk stykke med to sektioner, der er omtrent ens i længden. Binær form kan skrives som AB eller AABB. I eksemplet Greensleeves er det første stykke A næsten identisk med det andet stykke A  (A mærke) De næste to stykker (3. og 4.) er næsten identiske, men bygger på en ny musikalsk ide i forhold til de to første. Vi kalder derfor det tredje stykke B og det fjerde stykke B (B mærke). Som en helhed kan dette stykke musik i binær form betegnes som AA'BB ' .

#### Tredelt form
Tedelt form er en musikalsk form, hvor den tredje del gentager eller i det mindste indeholder den primære ide fra den første del, repræsenteret som A B A Der er både enkle og sammensatte former. Da capo arier er normalt i simpel form (dvs. "fra hovedet"). En sammensat form (eller trioform) involverer tilsvarende et ABA-mønster, men hver sektion er i sig selv enten i binær (to underafsnit, der kan gentages) eller (simpel) tredelt form.

#### Rondo form
Denne form har et tilbagevendende tema skiftevis med forskellige (normalt kontrasterende) sektioner kaldet "episoder". Det kan være asymmetrisk ( ABACADAEA ) eller symmetrisk ( ABACABA ). Et tilbagevendende afsnit, især hovedtemaet, er undertiden mere omfattende varieret, ellers kan en episode være en "udvikling" af det oprindelige tema. Et lignende arrangement er ritornelloformen i den barokke concerto grosso. Bueform ( ABCBA eller ABACABA ) ligner en symmetrisk rondo uden mellemliggende gentagelser af hovedtemaet.

#### Variationsform
Variationsformer er dem, hvor variation er et vigtigt formativt element.
Tema og Variationer : Et tema, som i sig selv kan have en hvilken som helst kortere form (binær, ternær osv.), Udgør det eneste "afsnit" og gentages på ubestemt tid (som i strofisk form), men varieres hver gang (A, B , A, F, Z, A) for at danne en slags sektionskædeform. En vigtig variant af dette, der var meget brugt i den britiske musik fra det 17. århundrede og i Passacaglia og Chaconne , var et gentaget bastema eller basso ostinato, som resten af strukturen udfolder sig omkring. Rondo findes ofte med forskellige sektioner ( AA 1 BA 2 CA 3 BA 4 ) eller ( ABA 1 CA 2 B 1 A ).

#### Sonata-allegro form
Denne form, også kendt som sonataform, sammensat binær form og en række andre navne er udviklet af den binærformede dansebevægelse beskrevet ovenfor, men er næsten altid udvidet til en mere kompleks tredelt form, der på engelsk har de nominelle underopdelinger Exposition, Development og Recapitulation.
Sonata-formularen er "det vigtigste princip for den musikalsk form, eller prototypeform fra den klassiske periode til et stykke ind i det tyvende århundrede." Den bruges normalt som den første bevægelsesform i multi-bevægelsesværker. Det ert derfor, den kaldes også "first-movement form" eller "sonata-allegro form" (Fordi normalt er de mest almindelige førstebevægelser i allegro tempo).

## Cykliske former
I det 13. århundrede opstod sangcyklussen, som er et sæt relaterede sange (ligesom en suite er et sæt relaterede danse). Oratorio tog form i anden halvdel af det 16. århundrede som en fortælling der reciteres-snarere end synges af sangerne.

## Eksterne links
- Lektioner i musikform af Percy Goetschius, 1904
- Studievejledning til musikalsk form: En komplet oversigt over standardiserede formelle kategorier og begreber af Robert T. Kelley Arkiveret 11. januar 2019 hos  Wayback Machine
- En praktisk vejledning til musikalsk sammensætning af Alan Belkin Arkiveret 15. august 2013 hos  Wayback Machine
- Morphopoiesis: En generel procedure for strukturering af form af Panayiotis Kokoras
- Klorman, Edward. 2014. "Musical Form: Mapping the Territories" i Music Theory Online 20.2.